# Old Eucha (Oklahoma)
Old Eucha es un lugar designado por el censo ubicado en el condado de Delaware en el estado estadounidense de Oklahoma. En el Censo de 2010 tenía una población de 52 habitantes y una densidad poblacional de 10,42 personas por km².

## Geografía
Old Eucha se encuentra ubicado en las coordenadas 36°21′19″N 94°56′17″O / 36.35528, -94.93806. Según la Oficina del Censo de los Estados Unidos, Old Eucha tiene una superficie total de 8.03 km², de la cual 8.03 km² corresponden a tierra firme y (0%) 0 km² es agua.

## Demografía
Según el censo de 2010, había 52 personas residiendo en Old Eucha. La densidad de población era de 10,42 hab./km². De los 52 habitantes, Old Eucha estaba compuesto por el 9.62% blancos, el 0% eran afroamericanos, el 69.23% eran amerindios, el 0% eran asiáticos, el 0% eran isleños del Pacífico, el 0% eran de otras razas y el 21.15% pertenecían a dos o más razas. Del total de la población el 0% eran hispanos o latinos de cualquier raza.